# Clematis 'Pagoda'
Clematis 'Pagoda' — мелкоцветковый сорт клематиса (ломоноса). Используется в качестве вьющегося декоративного садового растения.

## Описание сорта
Диплоид.
Высота 2—3 метра.
Листья сложные, состоят из 7 листочков.
Цветки пониклые, колокольчатые, 4—8 см в диаметре. Листочки околоцветника  в количестве 4, сильно отогнуты в верхней половине, белые с бледно-фиолетовым, края и жилки лилово-розовые, с нижней стороны фиолетово-розовые. 6—8 см длиной, на конце заострённые.
Пыльники зеленовато-жёлтые, или зеленовато-кремовые.
Сроки цветения: июль — сентябрь.

## Агротехника
Местоположение: солнце или полутень (на солнце цветки лучше окрашены). К почвам не требователен.
Группа обрезки: 3 (обрезаются над 2—3 парой почек (20—50 см) от земли).
Зона морозостойкости: 3b—9b, или 5—9.
В качестве опоры рекомендуются распростёртые хвойные растения, невысокие обелиски и кустарники, оголившиеся в нижней части плетистые розы. Может выращиваться в контейнерах.